# Hyphessobrycon griemi
Hyphessobrycon griemi es una especie de pez de la familia Characidae en el orden de los Characiformes.

## Morfología
Los machos pueden llegar alcanzar los 2,6 cm de longitud total.

## Hábitat
Vive en zonas de clima tropical entre 23 °C - 28 °C de temperatura.

## Distribución geográfica
Se encuentran en Sudamérica: ríos costeros entre São Paulo y Santa Catarina (Brasil).

## Alimentación
Come gusanos, crustáceos y materia vegetal.